# Sockenplan

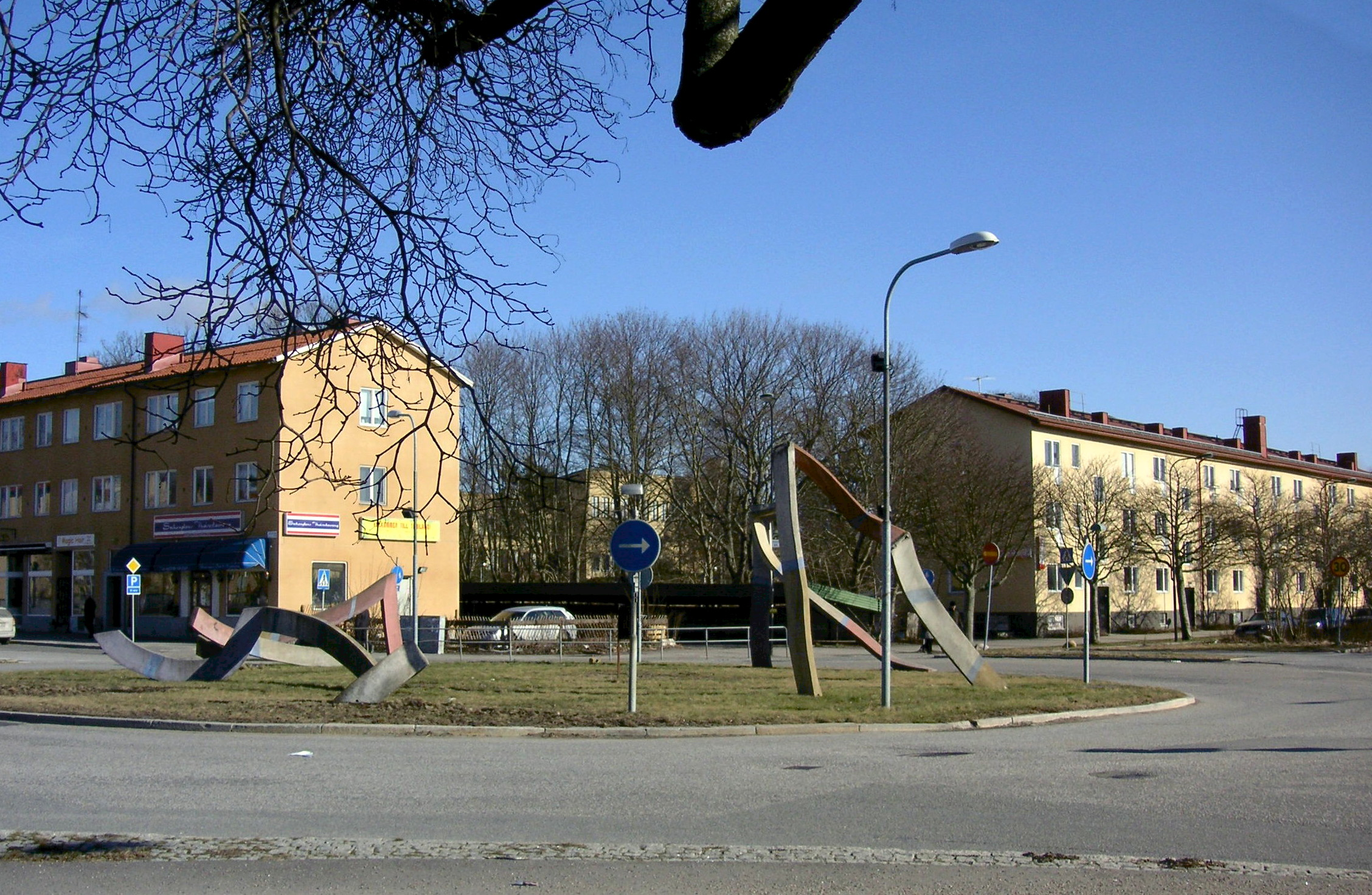
Sockenplan vy mot öster, mars 2008.

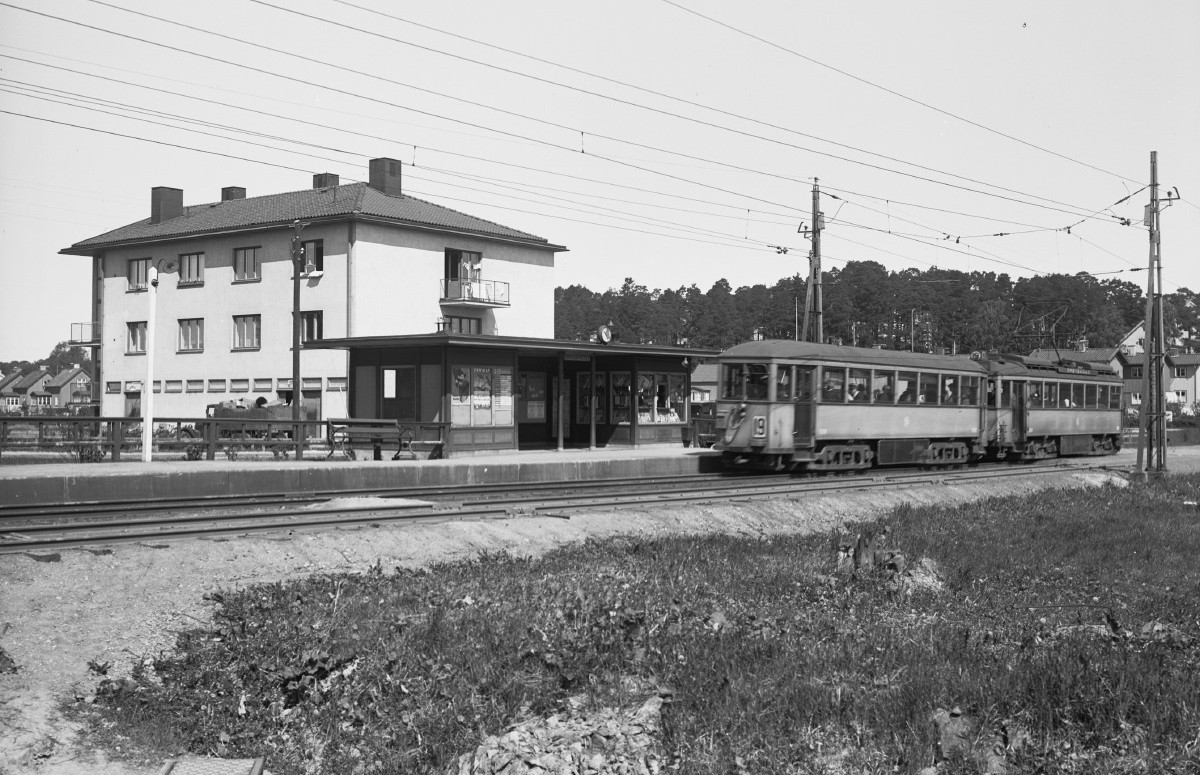
Hållplats för spårvagnen linje 19. Sundals konsumhus syns i bakgrunden, 1930-tal.

Sockenplan uttal (fil) är en öppen plats med en tunnelbanestation, belägen på gränsen mellan stadsdelarna Enskede gård, Enskedefältet och Gamla Enskede i Söderort inom Stockholms kommun.
Namnet anknyter till Sockenvägen som sträcker sig över platsen. Tunnelbanan passerar på en viadukt över Sockenvägen. Sockenplan mäter cirka 100x120 meter. Platsen fick sitt namn 1929. Här fanns hållplats Enskedefältet för spårvagnslinjen 19 som ersattes av tunnelbanestationen den 9 september 1951. 
Ett av de första hus som uppfördes vid Sockenplan var bostads- och affärshuset med adress Sockenvägen 368. Huset ritades 1931 av arkitekt Eskil Sundahl på KFAI och hade en Konsumbutik i bottenvåning. Idag är huset känt för sin fasadmålning ”Flickan i fönstret” utfört av Lars Tärning (flickan) och Tor Svae (målaren).
Strax väster om Sockenplan ligger Enskedefältets skola från 1933, byggd efter ritningar av arkitekt Paul Hedqvist. Söder om Sockenplan återfinns en filial av Kunskapsskolan och Enskede idrottsplats. Mitt i rondellen står konstverket Girland av Graham Stacy, rest 1993.

## Tunnelbanestationen
Station Sockenplan inom Stockholms tunnelbana ligger i stadsdelen Enskedefältet och trafikeras av T-bana 19 (gröna linjen). Den är belägen vid Sockenvägen/Sockenplan mellan Enskedevägen och Enskedefältets skola. Avståndet från station Slussen är 4,6 kilometer. Konstnärlig utsmyckning; Dårarnas båt av Sture Collin, 1990.